# Кампитело (Белуно)
Кампитело је насеље у Италији у округу Белуно, региону Венето.
Према процени из 2011. у насељу је живело 98 становника. Насеље се налази на надморској висини од 984 м.